# Mario Mori
Mario Mori, italijanski general in prefekt, * 16. maj 1939, Postojna.

## Življenjepis
16. maja 1939 se je rodil v Postojni, ki je takrat spadala pod Tržaško pokrajino; njegov oče je tu namreč služboval kot vojak. Diplomiral je v Rimu na klasičnemu liceju Virgilio in nato leta 1965 zaključil še šolanje na Vojaški akademiji v Modeni, nakar je bil imenovan za poročnika karabinjerjev. 
Sprva je bil poveljnik čete 4. karabinjerskega bataljona v Padovi, nato pa je leta 1968 prevzel poveljstvo Poročništva Villafranca di Verona. Med letoma 1972 in 1975 je bil dodeljen Informativni obrambni službi (SID), nato pa je bil za tri leta dodeljen mobilni radijski enoti v Neaplju. 
16. marca 1978, ko je bil ugrabljen Aldo Moro, je bil imenovan za poveljnik protikriminalne sekcije Operativnega oddelka v Rimu, s čimer se je pričela njegova večletna kariera proti organiziranemu kriminalu. V tem času je sodeloval pri aretaciji več zloglasnih kriminalcev: Barbara Balzerani, Luciano Seghetti, Remo Pancelli, Francesco Piccioni, Walter Sordi, Pietro Mutti, Fabrizio Zani in drugih.
Leta 1986 je končal dvoletni mandat v Generalštabu karabinjerjev, bil povišan v podpolkovnika in prevzel poveljstvo nad 1. karabinjersko skupino Palermo (Gruppo carabinieri Palermo 1); na tem položaju je ostal do septembra 1990. V tem času se je dodobra seznanil z delovanjem mafije ter delovanju proti njej. 
Decembra 1990 je bila ustanovljena Raggruppamento Operativo Speciale kot osrednja preiskovalna služba karabinjerjev in Mori je bil eden izmed ustanoviteljev enote. Avgusta 1992 je postal prvi namestnik poveljnika (s činom polkovnika) in leta 1998 je bil povišan v brigadnega generala ter bil imenovan za poveljnika celotne enote. V času, ko je bil Mori še namestnik poveljnika, je bil vpleten v škandal okoli aretacije mafijskega šefa Salvatoreja Riineja, ko agenti ROS nisi takoj preiskovali njegovega stanovanja po aretaciji, pri čemer so tudi stanovanje za več ur pustili nenadzorovano.
Leta 1999 je bil Mori imenovan za poveljnika Karabinjerske častniške šole (Scuola ufficiali carabinieri) (istočasno so iz ROS odstranili več njegovih najbližjih sodelavcev), kjer je ostal vse do januarja 2001, ko je postal poveljnik Karabinjerske regije Lombardija (Regione carabinieri Lombardia). Na tem položaju je ostal vse do 1. oktobra 2001, ko se je upokojil iz aktivne karabinjerske službe. 
Na dan upokojitve pa je bil Mori imenovan za prefekta in direktorja SISDE, civilne obveščevalne službe; službo je prevzel po terorističnih napadih 11. septembra istega leta v ZDA, tako da je bila služba usmerjena v iskanje posameznikov in skupin, ki so bile usmerjene proti Italiji, zahodnim državam in bile povezane oz. simpatizirale s Al Kaido. Od poletja 2008 je Mori svetovalec za javno varnost rimskega župana Giannija Alemanna. 
Trenutno Moriju, skupaj s polkovnikom Maurom Obinum, sodijo pred palermskim sodiščem zaradi obtožb glede sodelovanja in omogočanja mafiji, saj naj bi leta 1995 onemogočil aretacijo Bernarda Provenzana. Na sojenju se je izkazalo, da je Mori (skupaj z drugimi karabinjerskimi častniki) bil vpleten v dogovarjanje z mafijci, pri čemer karabinjerji vztrajajo, da je bil to le del taktike, s katerimi so prišli do mafijskih šefov.

## Odlikovanja
- vitez velikega križa reda za zasluge Republike Italije
- vojaška zaslužna medalja za dolgo poveljevanje (20 let)
- zlati križ za služenje (40 let)